# Joaquim Rubió y Ors
Joaquim Rubió y Ors (Barcelona, 31 de julio de 1818- Barcelona, 7 de abril de 1899) fue un escritor e historiador romántico en lengua castellana y catalana.

## Biografía
Nacido en 1818 en Barcelona, su padre era un impresor y librero. Estudió Filosofía en el seminario y Física y Francés en la Escuela de la Junta de Comercio con Eudaldo Jaumeandreu. Fue catedrático de Literatura Española en la Universidad de Valladolid. Conservador, expuso la filosofía tomista en Cataluña escribiendo contra John William Draper (1811-1882).
Vinculado al Romanticismo, tras la publicación de la Oda a la Patria de Buenaventura Carlos Aribau en 1833 puede decirse que la Renaixença no empezó verdaderamente hasta que Joaquim Rubió escribió el manifiesto de la misma en 1841 y se celebraron los Jocs Florals en 1859. Este manifiesto consiste en el prólogo a una recopilación de poemas suyos publicados bajo el seudónimo de Lo Gaiter del Llobregat en el Diario de Barcelona. En este prólogo expuso sus ideales a favor de la lengua catalana e hizo un llamamiento para su dignificación. 

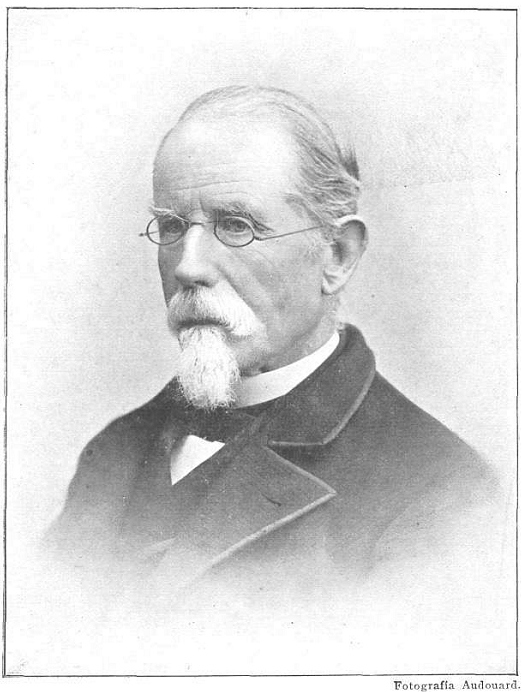
Retratado en La Ilustració Catalana por Audouard

La intención de Rubió era «despertar a los catalanes de su vergonzosa y criminal indiferencia». Aunque solo cita explícitamente a Byron, Goethe, Víctor Hugo, Ugo Foscolo, Alessandro Manzoni y Lamartine, escribió en la revista palmesana La Fe, en 1844, una denuncia de la narrativa y lírica en castellano inspiradas de la literatura extranjera y que ofrecen «una mezcla de escepticismo y religión, de vaguedad, de agitación y tristeza, que es el carácter de nuestro siglo». En esos «libros sanguinarios y novelas descabelladas, llenas de espectros», en esos libros «escépticos y corrompidos», no triunfaría según él ni la moralidad, ni la buena fe. 
Escribió en español una Historia universal que conocieron casi todos los estudiantes de su tiempo.
Fue padre de Antonio Rubió y Lluch y abuelo de Jordi Rubió i Balaguer.
Su archivo personal, que incluye también documentación sobre las actividades de su padre, así como sus libros, integrados en la biblioteca familiar, se conservan en la Biblioteca de Catalunya.